# Zoila eludens
Zoila eludens is een slakkensoort uit de familie van de Cypraeidae. De wetenschappelijke naam van de soort is voor het eerst geldig gepubliceerd in 1991 door L. Raybaudi.